# Onthophagus sumatramontanus
Onthophagus sumatramontanus là một loài bọ cánh cứng trong họ Bọ hung (Scarabaeidae).